# (2320) Blarney
(2320) Blarney ist ein Asteroid des Hauptgürtels, der am 29. August 1979 vom Schweizer Astronomen Paul Wild, vom Observatorium Zimmerwald der Universität Bern aus, entdeckt wurde.
Der Asteroid ist nach dem irischen Dorf Blarney und der sich dort befindenden Burg (Blarney Castle) benannt.